# Alcântaras
Alcântaras är en kommun i Brasilien.   Den ligger i delstaten Ceará, i den östra delen av landet, 1 600 km nordost om huvudstaden Brasília. Antalet invånare är 10 773.
Omgivningarna runt Alcântaras är huvudsakligen savann. Runt Alcântaras är det ganska tätbefolkat, med 56 invånare per kvadratkilometer.